# Tephrina averyi
Tephrina averyi là một loài bướm đêm trong họ Geometridae.